# コツコツ節
コツコツ節（こつこつぶし）は大分県日田市に伝わる民謡。

## 概要
日田は江戸時代より天領(幕府の直轄地)であり、江戸との往来が激しかった。それによって寛永(1624-1645)年間に江戸の端唄『秋の野』が日田に持ち込まれ、やがてこれにヒントを得て日田に住んでいた女流詩人の藤乃井倫女が作詞・作曲し、コツコツ節が誕生したと言われている。
曲に出てくる『コツコツ』という囃子言葉の意味には様々な諸説があり、鵜匠が鵜を励ますために棹で船縁を叩く音、棹が船縁に当たる音、流送の丸太が岸や岩に当たる音、杉丸太が触れ合う音などと言われているが、それらすべてを同時に表現しているという捉え方もある。これによって水郷への臨場感が、艶やかに醸し出されている。
日田市では2022年(令和4年)からコツコツ節全国大会が毎年開催されており、後世への伝承に務めている。

## 主な歌詞
お月さんでさえ　夜遊びなさる　サンヤリ　　ハア　コツコツ
年は若うて　十三七つ
よしておくれよ　雲隠れ　ハア　コツコツ

春の野に出て　七草積めば　サンヤリ　　ハア　コツコツ
露は小褄に　みな濡れかかる
よしておくれよ　鬼あざみ　ハア　コツコツ

鵜飼遊船　三隅の川に　サンヤリ　　ハア　コツコツ
主と二人で　手摺によれば

よしておくれよ　竿雫　ハア　コツコツ